# Josh Hopkins
William Joshua "Josh" Hopkins, (Lexington (Kentucky), 12 september 1970), is een Amerikaans acteur.

## Biografie
Hopkins heeft gestudeerd aan de Auburn University in Auburn (Alabama).
Hopkins begon in 1995 met acteren in de film Parallel Sons. Hierna heeft hij nog meerdere rollen gespeeld in films en televisieseries zoals New York Undercover (1998-1999), The Perfect Storm (2000), Ally McBeal (2001-2002), Cold Case (2003-2004), Vanished (2006), Brothers & Sisters (2006), Private Practice (2009) en Cougar Town (2009-2012). Naast het acteren voor televisie is hij ook actief in het theater, in 1994 speelde hij eenmaal op Broadway als understudy voor diverse rollen in het toneelstuk Picnic.
Hopkins is in zijn vrije tijd een amateur zanger, zo heeft hij zelf een aantal singles opgenomen. Hij heeft ook meegespeeld met de videoclip van Alanis Morissette met het lied Unsent (1998).

## Filmografie

### Films
Uitgezonderd korte films.
- 1995 Parallel Sons – als Marty
- 1997 G.I. Jane – als Flea
- 1998 Silencing Mary – als Clay Roberts
- 1999 Pirates of Silicon Valley - als Paul Allen
- 2000 Love & Sex – als Joey Santino
- 2000 The Perfect Storm – als kapitein Darryl Ennis
- 2001 One Eyed King – Chuck
- 2003 L.A. Confidential – als officier Bud White
- 2004 NYPD 2069 – als Alex Franco / Alex Bolander
- 2005 Global Frequency – als Sean Flynn
- 2006 Surrender, Dorothy – als Peter
- 2007 The Insatiable – als Chet
- 2008 Pretty Ugly People – als George
- 2009 12 Men of Christmas – als Will Albrecht
- 2010 Lebanon, Pa. – als Will
- 2012 Lady Friends - als Rob Lambert
- 2012 2nd Serve – als Owen Match
- 2014 Kelly & Cal - als Josh
- 2014 Get on Up - als Ralph Bass
- 2014 Northpole - als Ryan
- 2014 Opposite Sex - als Kenny
- 2016 Car Dogs - als Mike Reynolds
- 2017 Only the Brave - als California Hot Shot supervisor
- 2018 Mail Order Monster - als Roy Pepper
- 2019 Crown Vic - als Jack VanZandt

### Televisieseries
Uitgezonderd eenmalige gastrollen.
- 1998 – 1999 New York Undercover – als rechercheur Alec Stone – 13 afl.
- 2001 Fling – als Gene Rivers – 2 afl.
- 1999 – 2001 Jack & Jill – als Matt Prophet – 9 afl.
- 2001 Kate Brasher – als officier Tony Giordano – 2 afl.
- 2001 – 2002 Ally McBeal – als Raymond Millbury – 22 afl.
- 2004 North Shore – als Morgan Holt – 4 afl.
- 2003 – 2004 Cold Case – als Jason Kite – 9 afl.
- 2006 Covert One: The Hades Factor – als Bill Griffin - ? afl.
- 2006 Pepper Dennis – als Charlie Babcock – 13 afl.
- 2006 Vanished – als Peter Manning – 8 afl.
- 2006 Brothers & Sisters – als Warren Salter – 9 afl.
- 2008 Swingtown – als Roger Thompson – 13 afl.
- 2009 Private Practice – als dr. Noah Barnes – 5 afl.
- 2012 In Plain Sight – als Kenny – 2 afl.
- 2009 – 2015 Cougar Town – als Grayson Ellis – 101 afl.
- 2015 -  2016 Quantico - als  special Agent Liam O'Conner - 22 afl.
- 2019 True Detective - als Jim Dobkins - 4 afl.
- 2019 Whiskey Cavalier - als Ray Prince - 13 afl.
- 2022 Walker - als Fenton Cole - 2 afl.

- International Standard Name Identifier: 0000 0000 5427 2379
- Library of Congress Control Number: no2007113994
- MusicBrainz: 52793457-a0a9-4d1f-9171-977114679945
- Nationale Bibliotheek van Israël: 987007441939305171
- Virtual International Authority File: 49016032
- WorldCat: E39PBJmy3rQ47T6jFkW8rkJ7HC